# パンと羊とラブレター
パンと羊とラブレター（ぱんとひつじとらぶれたー）は、2007年3月7日に発売されたFairlifeの2ndオリジナル・アルバム。

## 概要
前作『Have a nice life』から約2年半振りとなる作品。前作と同様に、多数のゲスト・ミュージシャンが参加している。岡野昭仁（ポルノグラフィティ）や我那覇美奈といった準レギュラー陣に加え、奥田民生やゴスペラーズなどが参加している。
アルバム・タイトルは、パンが「Hope（希望）」、羊が「Peace（平和）」、ラブレターが「Love（愛）」をそれぞれ意味している。

## 収録曲
全作詞：春嵐、全作曲：浜田省吾、全編曲：水谷公生
1. 風のスカート feat. 曽我部恵一
2. 鳥のように消えた日 feat. 奥田民生
3. 淋時雨 feat. 岡野昭仁 from ポルノグラフィティ
4. I love you... feat. chie
5. 二番目に好きな人 feat. 我那覇美奈
6. うつぼかずら feat. ゴスペラーズ
7. woman feat. 古内東子
8. rock'n'roll farmer feat. 森広隆
9. 七面鳥のうた♪ feat. NUU
10. モンスター feat. 岡野昭仁 from ポルノグラフィティ
11. 詩人 feat. 我那覇美奈
12. ソウルメイト feat. 浜田省吾

## 演奏
- 浜田省吾
  - Background Vocal & Background Vocal Arrangement (#1-5.8.12)
  - Vocal (#12)
- 春嵐：Voice & Clapping (#8)
- 水谷公生
  - Rap Steel (#1.2.3)
  - Programming (#2.5)
  - Synthesizer Strings (#3)
  - Background Vocal Arrangement (#6)
  - Synthesizer Organ (#10)
  - Other Instruments (#6.9.12)
- 曽我部恵一
  - Vocal, Acoustic Guitar, Electric Guitar, Additional Arrangement (#1)
  - Background Vocal (#1.8)
- 奥田民生：Vocal, Acoustic Guitar (#2)
- 岡野昭仁：Vocal (#3.10)
- 我那覇美奈
  - Vocal (#5)
  - Background Vocal (#8.11)
  - Background Vocal Arrangement (#11)
- ゴスペラーズ：Vocal, Background Vocal Arrangement (#6)
- 古内東子：Vocal (#7)
- 森広隆：Vocal, Acoustic Guitar, Electric Guitar, Additional Arrangement (#8)
- NUU
  - Vocal (#9)
  - Background Vocal (#8)
- 木村万作：Drums (#1.2.3.5.7.9.10)
- 山内薫：Bass (#1.2.3.10)
- 西本明
  - Electric Piano (#1.3)
  - Piano & Hammond Organ (#7)
- 古川望：
  - Acoustic Guitar (#2.3.4)
  - Electric Guitar (#2.10)
- 朝三憲一：Electric Guitar (#2.3)
- 矢野晴子ストリングス：Strings (#2)
- 加藤真一：Wood Bass (#4.5)
- 佐藤允彦：Piano (#4.5)
- 知念輝行
  - Acoustic Guitar (#5.6.11)
  - Electric Guitar (#5.6.7.9.11.12)
  - Gut Guitar (#6)
- 紺野光広：Electric Bass (#6.8.11.12)
- バカボン鈴木
  - Wood Bass (#7)
  - Electric Bass, Mandola (#9)
- 河口修二
  - Blues Harp (#7)
  - Electric Guitar (#10)
- 中村優規：Drums (#8.11)
- 丸山ユミ：Voice & Clapping (#8)
- 佐藤潔：Tuba (#9)
- 笛吹利明：F.Mandolin (#9)
- パブロ・ベントス：Bandoneon (#9)
- 古村敏比古：Alto Sax (#9)
- 大石真理恵：Marimba, Vibraphone, Glockenspiel (#11)